# Петрицево (Глебовская сельская администрация)
Ещё одна деревня с тем же названием есть в том же сельском поселении, в Погорельском сельском округе.
Петрицево (Петрицево — по топокарте и документам администрации, но по почтовым данным — Петрищево) — деревня Глебовского сельского округа в Глебовском сельском поселении Рыбинского района Ярославской области.
Деревня расположена на удалении около 1 км на север от железнодорожной станции Кобостово, она лежит на пешеходной тропе, ведущей от стации через деревню Подвиталово к центру сельского поселения, селу Глебово. Севернее деревни, отделяя её от Подвиталово, протекает ручей Кормица, правый приток реки Волги. Деревня расположена в центре поля, между Кормицей и железной дорогой. На том же берегу Кормицы на запад и вниз по течению более крупная деревня Кабатово. Через Кабатово проходит автомобильная дорога Николо-Корма—Глебово, от Кабатово через Петрицево по левому берегу Кормицы проходит проселочная дорога ведущая через деревни Драчево, Хомяково, Починок, пересекающая Кормицу и через Добрино и Ковыкино в Мархачево, выводящая на автомобильную дорогу Глебово—Рыбинск. Для перечисленных деревень это единственный путь автомобильного доступа.
Деревня Петрицына указана на плане Генерального межевания Рыбинского уезда 1792 года.
На 1 января 2007 года в деревне числилось 3 постоянных жителя. Деревня активно используется для дачного отдыха. Деревню обслуживает почтовое отделение Кобостово.